# Златко Лагумджія
Златко Лагумджія (іноді Лагумдзія, Zlatko Lagumdžija, нар. 26 грудня 1955) — боснійський політик і академік. Колишній голова Ради міністрів. Лідер Соціал-демократичної партії (СДП). Міністр закордонних справ країни у 2012—2015 роках.

## Біографія
Вищу освіту Лагумджія здобував у Сараєвському університеті. 1989 року проводив наукові дослідження в Університеті Аризони в департаменті управління інформаційними системами.
Того ж року почав викладати в Alma Mater інформатику. Є автором шести книжок та понад сотні статей з управління інформаційними системами.
Є членом Соціал-демократичної партії. Є членом Палати представників Парламентської асамблеї з 1996 року. Очолює партію з 1997 року. Під час виборів 2000 року СДП сформувала коаліцію з партією «За Боснію і Герцеговину», головою якої був колишній прем'єр-міністр Харіс Сілайджич. У 2001–2003 роках займав пост міністра закордонних справ, одночасно (до 2002) обіймав посаду голови Ради міністрів.
Є членом Мадридського клубу.

## Приватне життя
Лагумджія одружений з Аміною, має трьох дітей: Діну, Златко-Салко та Ася-Зара. Його батько Салко (1921—1973) був мером Сараєва з 1965 до 1967 року.